# Bataille d'El-Magdel

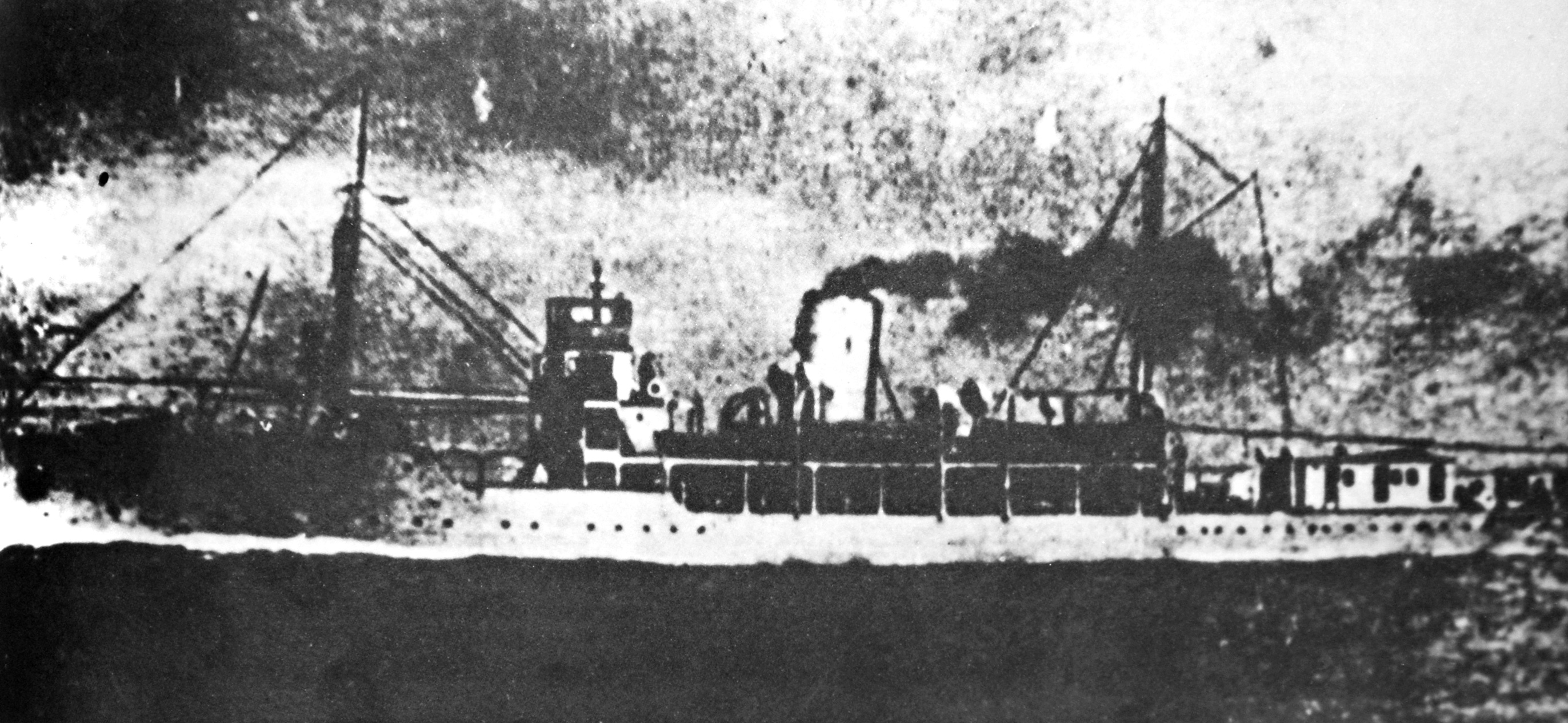
La frégate Emir Farouk.

La bataille d'El-Magdel est un affrontement naval  de la guerre israélo-arabe de 1948-1949 opposant Israël et l'Égypte. Survenu le 22 octobre 1948, l'affrontement se termine par une victoire israélienne.

## Déroulement

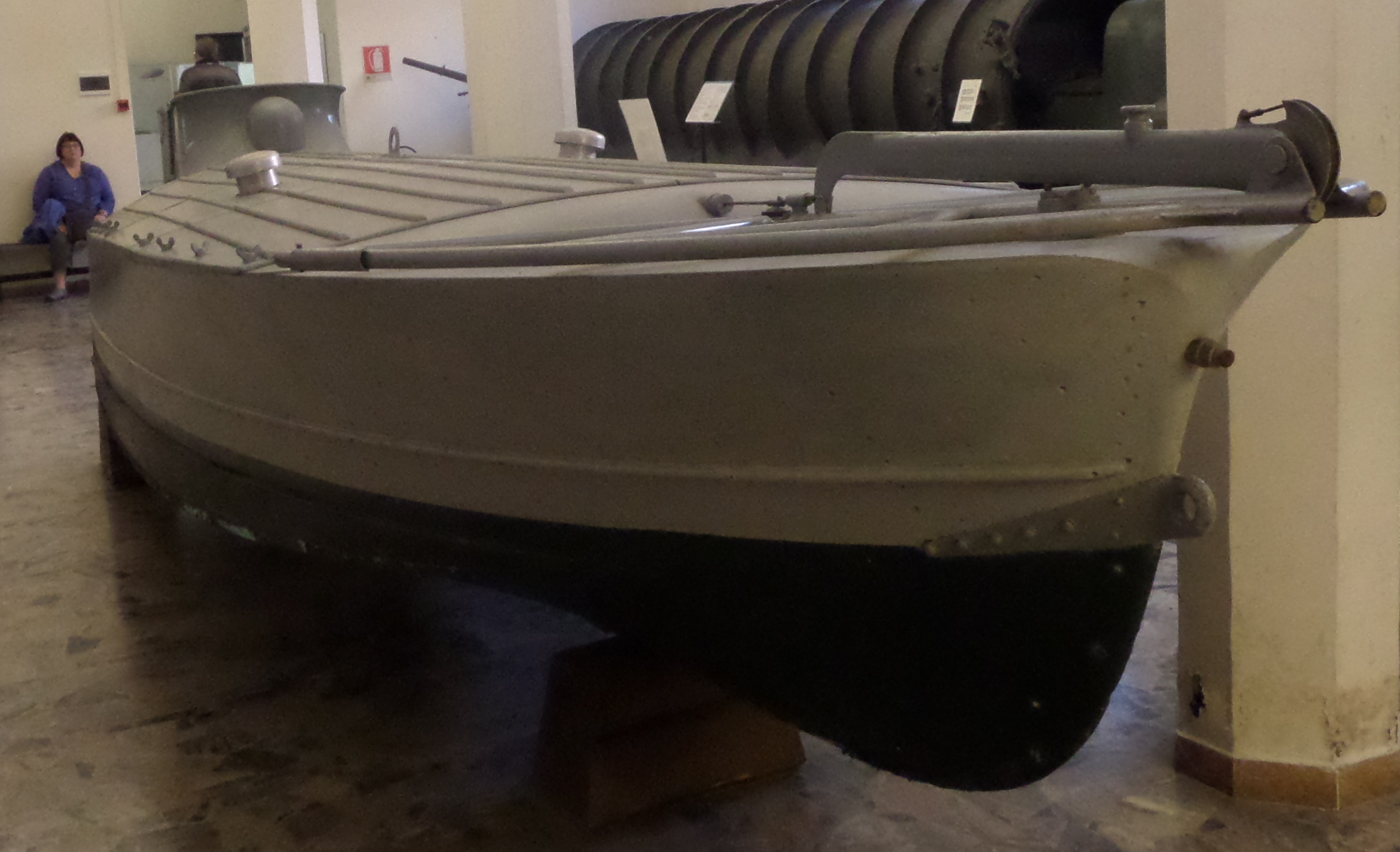
Un canot MTM dans un musée. Il a environ 6 mètres de long.

Le 22 octobre 1948, à 16 h 10 (heure locale), deux ou trois navires égyptiens sont repérés au large de la côte de Gaza. La flottille est constituée du navire amiral de la marine égyptienne, l'Émir Farouk (construit sur la rivière Clyde, en Grande-Bretagne, en 1926 comme navire à passagers, avant d'être converti en navire de guerre en 1936 pour la marine égyptienne et déplaçant 1 441 tonnes), et d'un dragueur de mines de classe BYMS. Les Israéliens disposent d'une unité secrète de sabotage de marine, qui deviendra l'année suivant la Shayetet 13. Cette formation prévoit d'employer pour la première fois des moyens similaires aux Motoscafo da turismo également appelés barchino, utilisés par la Xe Flottiglia MAS italienne pendant la Seconde Guerre mondiale. En 1948, Israël avait acquis six exemplaires d'un canot italien. Le plan consistait à en remplir quatre de 250 kilogrammes d'explosifs et de les utiliser comme torpille. Cette tactique étant proposée pour la première fois, l'autorisation d'attaquer est obtenue avec difficulté à 18 h 10.
L'INS Maoz (K-24), à l'origine un yacht de 800 t et 62,7 m de long construit à l'Arsenal Germania, emporte les 4 canots, dont un converti en navire de sauvetage. Il met en panne à 7 milles au nord-ouest de Gaza et met les canots à l'eau entre 21 h 10 et 22 h 0.
Un premier canot frappe l'Émir Farouk qui transporte des renforts pour l'armée égyptienne à Gaza, et l'endommage gravement sans cependant le couler. Un second l'attaque à son tour et le coule alors corps et biens en quatre à cinq minutes. Le dragueur est également gravement touché par un troisième canot piloté par l'enseigne de vaisseau israélien Yohai Ben Nun. Ce navire sera ensuite envoyé à la casse au Caire. Environ 500 ou 700 soldats et marins égyptiens périssent,. Les pilotes des trois canots n'ont quitté leur engin qu'entre 40 et 100 m avant leur cible. Ils sont récupérés sains et saufs,.